# Arvo Jantunen
Arvo Johannes Jantunen (Vyborg, 29 aprile 1929 – Tampere, 20 luglio 2018) è stato un cestista e allenatore di pallacanestro finlandese.

## Carriera
Con la Finlandia ha disputato tre edizioni dei Campionati europei (1957, 1959, 1961).